# Wasted in America
Wasted In America è il secondo album dei Love/Hate, pubblicato nel 1992 per l'etichetta discografica Columbia Records.

## Tracce
1. Wasted in America (Skid)
2. Spit (Skid)
3. Miss America (Skid)
4. Cream (Pearl, Skid)
5. Yucca Man (Skid)
6. Happy Hour (Skid)
7. Tranquilizer (Skid)
8. Time's Up (Skid)
9. Don't Fuck With Me (Skid)
10. Don't Be Afraid (Slates)
11. Social Sidewinder (Skid)
12. Evil Twin (Skid)

## Formazione
- Jizzy Pearl - voce
- Jon E. Love - chitarra
- Skid - basso
- Joey Gold - batteria